# Campionatul Regional de Fotbal al României 1931-1932
Sezonul 1931-1932 al Campionatului Regional a fost cea de-a 11-a ediție a Campionatului Regional de Fotbal al României. 

## Format
S-a menținut numărul de ligi (5) dar cu 19 serii. Liga de Nord, rămâne cu 3 serii, dispar Someș și Turda. Iar în Liga de Est dispare seria Chișinău.
Iată configurația ligilor regionale.
Sud:    Brăila | București | Constanța | Galați | Prahova
Vest:   Arad | Banat | Banatul de Sud | Oltenia | Valea Jiului
Nord:   Cluj | Maramureș | Oradea
Centru: Brașov | Mureș | Sibiu | Sighișoara
Est:   Cernăuți | Iași
Seria cu litere îngroșate a câștigat turneul final al ligii.

## Liga Sud - București | Prahova | Galați | Brăila

### București

#### Clasament Final
```
1.Venus București                    14   8  4  2  39-15  20  (C), Divizia Națională
2.C.F.R. București                   14   8  3  3  37-21  19  Divizia Națională
3.Unirea Tricolor București          14   8  3  3  30-21  19  Divizia Națională
4.Juventus București                 14   7  2  5  34-27  16
5.Voevodul Mihai București           14   4  3  7  23-41  11
6.Olympia București                  14   3  4  7  17-25  10
7.Maccabi București                  14   4  2  8  13-20  10
8.Sportul Studențesc București       14   2  3  9  14-37   9
```

(C) = Calificat

### Prahova

#### Clasament Final
```
1.Tricolor Ploiești                  10   8  1  1  28-10  17  (C), Divizia Națională
2.Prahova Ploiești                   10   8  0  2  30-13  16
3.Gloria Ploiești                    10   4  1  5  21-20   9
4.U.F. Ploiești                      10   4  1  5  12-19   9
5.Victoria Ploiești                  10   3  1  6  18-26   7
6.Principesa Ileana Câmpina          10   1  0  9  11-32   2
```

(C) = Calificat

### Galați

#### Clasament Final
```
1.Dacia Vasile Alecsandri Galați      6   3  2  1  14- 8   8  (C)
2.Șoimii Gloria Galați                6   3  0  3   8- 8   6
3.Unirea Tulcea                       6   2  1  3   9-12   5
4.Marina Danubiana Galați             6   2  1  3   5- 8   5
```

NB: Șoimii Galați and Gloria Galați merged into Șoimii Gloria.

### Brăila
Campioni: Dacia Unirea Brăila
Alți participanți:
```
  Franco Româna Brăila
  Victoria Brăila
```

### Constanța
Campioni: Victoria Constanța
Alți participanți:
```
  Elpis Constanța
  Marina Constanța
  Săgeata Constanța
  Tricolor Constanța
  Kiazim Abdulah Constanța
```

### Turneul final al ligii de sud

#### Runda 1 (May 7)
Tricolor Ploiești                  2-0 Dacia Vasile Alecsandri Galați     
Victoria Constanța                 2-1 Dacia Unirea Brăila                [aet]
Venus București                    bye

#### Runda 2 (May 15)
Tricolor Ploiești                  3-0 Victoria Constanța                 
Venus București                    bye

#### Finala (May 29)
Tricolor Ploiești                  1-1 Venus București                    [aet]

#### Finala Rejucarea (Jun 11)
Venus București                    9-0 Tricolor Ploiești                  
NB: Venus București campioană a Ligii de Sud și calificată.

## Liga Vest - Arad | Banat | Banatul de Sud | Oltenia | Valea Jiului

### Oltenia

#### Clasament
```
1.Rovina Grivița Craiova              8   7  1  0  37- 6  15 (C)
2.Oltul Slatina                       7   5  1  1  21-11  11
3.Craiu Iovan Craiova                 8   5  1  2  18- 8  11
4.Generala Craiova                    8   5  1  2  22-12  11
5.Sportul Muncitoresc Craiova         8   2  0  6  13-33   4
6.Sporting P.T.T. Craiova             8   2  0  6   9-24   4
7.Tricolor Craiova                    8   2  0  6   7-22   4
8.Fulgerul C.F.R. Craiova             7   1  0  6  11-25   2
```

NB: golaveraj total -3
NB: Rovina Grivița Craiova campioană și calificată.

### Valea Jiului
Campioni: Jiul Lupeni
Alți participanți:
```
  Minerul Vulcan  
  Iancu Corvin Hunedoara
  Corvinul Deva
```

### Banat

#### Clasament final
```
1.U.D. Reșița                        14  11  2  1  36-15  24  (C), Divizia Națională
2.R.G.M. Timișoara                   13  10  1  2  37- 9  21  Divizia Națională
3.Industria Lânei S.A. Timișoara     14   8  2  4  32-19  18
4.Banatul Timișoara                  13   6  1  6  22-29  13
5.Chinezul Timișoara                 14   6  0  8  32-29  12
6.C.A. Timișoara                     14   4  3  7  21-27  11
7.Rapid Timișoara                    14   4  1  9  22-28   9
8.Kadima Timișoara                   14   1  0 13   4-50   2
```

NB: meciul rămas aparent nu a fost jucat din cauza irelevantei.

### Banatul de Sud

#### Clasament final
```
1.Vulturii Lugoj                      5   5  0  0  19- 3  10  (C)
2.Muncitorii Lugoj                    5   3  1  1   6- 5   7
3.C.S. Făget                          5   2  2  1   9-12   6
4.C.S. Ferdinand                      5   2  1  2   5-10   5
5.Germania Lugoj                      5   1  1  3   9-10   3
6.Înainte Caransebeș                  5   0  0  5   2- 5   0
```

NB: O victorie mai mult decât o pierdere; diferență totală de goluri +5.
NB: Ferdinand a fost redenumit ulterior Oțelu Roșu.

### Arad

#### Clasament final
```
1.Gloria C.F.R. Arad                 14  10  2  2  40- 9  22  [g.a. 4.44]  (C), Divizia Națională
2.A.M.E.F. Arad                      14  11  0  3  48-22  22  [g.a. 2.18]  Divizia Națională
3.Olympia Micălaca                   14   8  4  2  41-14  20
4.C.A. Arad                          14   8  0  6  30-28  16
5.S.G. Arad                          14   4  3  7  23-23  11
6.Transilvania Arad                  14   3  4  7  20-44  10
7.Unirea Arad                        14   3  2  9  16-34   8
8.Tricolor Arad                      14   0  3 11  11-55   3
```

NB: Micălaca a devenit parte a Aradului în 1930.

### Turneul final al ligii de vest

#### Round 1 (Mai 29)
Vulturii Lugoj                     0-1 U.D. Reșița                        (aet)
Gloria C.F.R. Arad                 (CO)
Rovina Grivița Craiova             (CO)
Jiul Lupeni                        (CO)
(CO) = calificată din oficiu
(aet) = după prelungiri.

#### Round 2 (Iun 5)
Gloria C.F.R. Arad                 3-0 Jiul Lupeni                        
Rovina Grivița Craiova             3-4 U.D. Reșița                        (aet)
(aet) = după prelungiri.

#### Final (Iun 19, Timișoara)
U.D. Reșița                        5-2 Gloria C.F.R. Arad                 
NB: U.D. Reșița campioană a Ligii de Vest și calificată.

## Liga Nord -  Oradea | Satu Mare| Cluj | Bistrița | Turda

### Oradea

#### Clasament Final
```
1.Crișana Oradea                      5   4  1  0  19- 5   9  (C), Divizia Națională
2.C.A. Oradea                         5   3  1  1  11- 4   7  Divizia Națională
3.Stăruința Oradea                    5   2  2  1  12- 5   6
4.Înțelegerea Oradea                  5   2  2  1  12- 7   6
5.S.C. Salonta                        5   1  0  4   4-16   2
6.Macabi Oradea                       5   0  0  5   3-24   0
```

### Maramureș

#### Clasament final
```
1.Olimpia Satu Mare                  16  12  3  1  44-16  27  (C)
2.Victoria Carei                     16   7  8  1  33-14  22
3.S.C. Satu Mare                     15   7  6  2  23-12  20
4.Stăruința Satu Mare                16   8  4  4  28-22  20
5.Bar Kochba Satu Mare               15   5  5  5  15-22  15
6.S.C. Sighet Marmației              14   2  4  8  11-23   8
7.Maramureșul Sighet Marmației       13   3  1  9  19-34   7
8.C.S. Baia Mare                     13   1  5  7   8-23   7
9.Tricolor Baia Mare                 14   0  6  8  15-30   6
```

NB: remaining matches possibly not played due to irrelevance

### Cluj

#### Clasament
```
1.Universitatea Cluj                  5   4  1  0  27- 0   9  [g.a. n/d.]  (C), Divizia Națională
2.România Cluj                        5   4  1  0  24- 2   9  [g.a. 12.0]  Divizia Națională
3.C.F.R. Cluj                         5   2  1  2   7- 9   5
4.C.A. Cluj                           5   2  0  3   5- 8   4
5.Haggibor Cluj                       5   1  1  3   2-28   3
6.S.C.M. Cluj                         5   0  0  5   1-19   0
```

### Turneul final al ligii de Nord

#### Runda 1
Olimpia Satu Mare                  2-2 Crișana Oradea                     

#### Round Replay (May 27)
Crișana Oradea                     3-1 Olimpia Satu Mare                  

#### Final (May 31)
Crișana Oradea                     2-1 Universitatea Cluj                 
NB: Crișana Oradea campioană a Ligii de Nord și calificată.

## Liga Centru - Mureș | Sibiu | Brașov | Sighișoara

### Mureș
Campioni: Mureșul Târgu Mureș (în Divizia Națională)
Alți participanți:
```
  Victoria Reghin
  Dacia Diciosânmartin
  R.G.M. Târgu Mureș
  Stop 11 Târgu Mureș
```

NB: Diciosânmartin a fost redenumit Târnăveni în 1943.

### Sibiu

#### Clasament final
```
1.Șoimii Sibiu                        8   5  2  1  12- 8  12  (C), Divizia Națională
2.Unirea Alba Iulia                   8   5  0  3  18-15  10
3.S.G. Sibiu                          8   4  1  3  12-10   9
4.C.S.M. Sibiu                        8   3  2  3  12-15   8
5.S.S. Sibiu                          8   0  1  7   7-13   1
```

### Sighișoara

#### Clasament final
Participanți:
```
  Harghita Odorheiu Secuiesc
  R.G.M. Odorheiu Secuiesc
  S.G. Sighișoara
  Vitrometan Mediaș
```

NB: Câștigătorii nu sunt cunoscuți.

### Brașov
Campioni: Industria Aeronautică Română Brașov
Alți participanți::
```
  
Brașovia Brașov
 (în Divizia Națională)
  A.C.F.R. Brașov
  R.G.M. Brașov
  Victoria Brașov
  Olympia Brașov
  Ivria Brașov
```

### Turneul final al ligii de Centru

#### Runda 1
Mureșul Târgu Mureș                5-0 Industria Aeronautică Română Brașov
NB: Șoimii Sibiu i-a eliminat probabil pe câștigătorii (necunoscuti) ai ligii Sighișoara.

#### Finala (May 29)
Șoimii Sibiu                       1-3 Mureșul Târgu Mureș                
NB: Mureșul Târgu Mureș campioni Ligii de Centru și calificați.

## Liga Est - Cernăuți | Iași

### Cernăuți

#### Clasament Final sezonul de toamnă
```
1.Jahn Cernăuți                       9   8  0  1  51-10  16
2.Maccabi Hakoah Cernăuți             9   7  1  1  39- 9  15
3.Dragoș Vodă Cernăuți                9   7  1  1  27- 9  15
4.Muncitorii Cernăuți                 9   5  0  4  20- 9  10
5.C.F.R. Cernăuți                     9   5  0  4  15- 9  10
6.Polonia Cernăuți                    9   4  1  4  11-18   9
7.Dowbusch Cernăuți                   9   4  0  5  18-14   8
8.Borochow Cernăuți                   9   1  2  6   9-29   4
9.Meseriașul Cernăuți                 9   1  1  7   4-34   3
```

10.Spartac Cernăuți                    9   0  0  9   3-56   0

#### Clasament Final sezonul de primăvară
```
1.Maccabi Cernăuți                    5   4  1  0  13- 6   9  (C)
2.Jahn Cernăuți                       5   3  1  1  13- 6   7
3.Dragoș Vodă Cernăuți                5   2  2  1  16-11   6
4.Polonia Cernăuți                    5   1  2  2   6-12   4
5.Muncitorii Cernăuți                 5   1  0  4  10-14   2
6.C.F.R. Cernăuți                     5   0  2  3   7-16   2
```

### Iași
Campioni:Concordia Iași
Alți participanți:
```
  Victoria Iași
  Maccabi Iași
  Hakoah Iași
  Textila Iași
```

### Turneul final al ligii de Est

#### Finala (May 19)
Concordia Iași                     1-2 Maccabi Cernăuți                   
NB: Maccabi Cernăuți campioni ai Ligii de Est și calificați.